# Moorhusen (Nedersaksen)
Moorhusen is een overwegend van de landbouw en veeteelt bestaand dorp in de Duitse deelstaat Nedersaksen. Het dorp is sedert 1972 het meest noordelijke deel van de gemeente Südbrookmerland in de Landkreis Aurich in Oost-Friesland. Moorhusen is een veenkolonie, gesticht in de tweede helft van de achttiende eeuw.
Opvallend is, dat de meeste christenen in het dorp, de evangelisch-luthersen, voor de kerkgang op de kerk van het naburige Münkeboe zijn aangewezen. Het kerkgebouwtje in Moorhusen zelf is van de baptisten.